# Christian Pistoni
Christian Pistoni (Reggio Emilia, 30 maggio 1980) è un pilota motociclistico italiano ritiratosi dall'attività agonistica.

## Carriera
Per quanto riguarda le competizioni del motomondiale, ha esordito nel 1997 nella classe 125 a bordo di una Honda usufruendo di una wild card per gareggiare nel GP Città di Imola dove ha tagliato il traguardo in diciannovesima posizione. Nel biennio 1997-1998 gareggia nell'europeo classificandosi venticinquesimo il primo anno e quindicesimo il secondo.
Dopo aver corso nuovamente nel campionato europeo classe 125 nel 2001, ritorna nel mondiale nella stagione 2002 dove ha disputato 8 gran premi senza cambiare classe ma con una Italjet; al termine dell'anno si è piazzato al 30º posto con 4 punti ottenuti grazie ad un 12º posto nel GP del Portogallo.
Nel motomondiale 2003 si è ripresentato al via in due occasioni nella classe 250 come pilota sostitutivo, la prima a bordo di una Aprilia RSV 250 del team Aprilia Germany e la seconda con la Yamaha YZR 250 del team Yamaha Kurz, senza ottenere però punti iridati.
Nel 2004 si sposta negli Stati Uniti d'America, dove corre due gare nel campionato nazionale nella categoria Superstock ed una gara nel campionato AMA Superbike. Terminata la propria carriera agonistica, rimane nel mondo del motociclismo in vari ruoli: attività di supporto a piloti ancora in attività e mansioni manageriali come con Energica Motor Company.

## Risultati nel motomondiale
| 1997 | Classe | Moto  |  |  |  |  |  |  |  |    |  |  |  |  |  |  |  |  | Punti | Pos. |
| ---- | ------ | ----- |  |  |  |  |  |  |  | -- |  |  |  |  |  |  |  |  | ----- | ---- |
| 1997 | 125    | Honda |  |  |  |  |  |  |  | 19 |  |  |  |  |  |  |  |  | 0     |      |

| 2002 | Classe | Moto    |  |  |  |  |  |  |  |  |     |     |    |    |     |     |     |     | Punti | Pos. |
| ---- | ------ | ------- |  |  |  |  |  |  |  |  | --- | --- | -- | -- | --- | --- | --- | --- | ----- | ---- |
| 2002 | 125    | Italjet |  |  |  |  |  |  |  |  | Rit | Rit | 12 | 19 | Rit | Rit | Rit | Rit | 4     | 30º  |

| 2003 | Classe | Moto             |  |  |  |  |    |  |    |  |  |  |  |  |  |  |  |  | Punti | Pos. |
| ---- | ------ | ---------------- |  |  |  |  | -- |  | -- |  |  |  |  |  |  |  |  |  | ----- | ---- |
| 2003 | 250    | Aprilia e Yamaha |  |  |  |  | 19 |  | 20 |  |  |  |  |  |  |  |  |  | 0     |      |

| Legenda | 1º posto        | 2º posto            | 3º posto            | A punti      | Senza punti        | Grassetto – Pole position Corsivo – Giro più veloce |
| Legenda | Gara non valida | Non qual./Non part. | Ritirato/Non class. | Squalificato | '-' Dato non disp. | Grassetto – Pole position Corsivo – Giro più veloce |